# Welsh voetbalelftal in 2014
Het Welsh voetbalelftal speelde in totaal zes officiële interlands in het jaar 2014, waaronder vier wedstrijden in de kwalificatiereeks voor de EK-eindronde 2016 in Frankrijk. De selectie stond voor onder leiding van bondscoach Chris Coleman, de opvolger van de overleden Gary Speed.

## Balans
| Wedstrijden | Wedstrijden | Wedstrijden | Wedstrijden | Doelpunten | Doelpunten | Doelpunten | Punten |
| Gespeeld    | Winst       | Gelijk      | Verlies     | Voor       | Tegen      | Saldo      | Punten |
| ----------- | ----------- | ----------- | ----------- | ---------- | ---------- | ---------- | ------ |
| 6           | 3           | 2           | 1           | 7          | 5          | +2         | 1.333  |

## Interlands
|                                                              |                                                 |       |                            |                                                                                    |
| 5 maart Vriendschappelijk № 609 «onderlinge duels» 17:00 uur | Wales                                           | 3 – 1 | IJsland                    | Cardiff City Stadium, Cardiff Toeschouwers: 13.219 Scheidsrechter: Eiko Saar (EST) |
| 5 maart Vriendschappelijk № 609 «onderlinge duels» 17:00 uur | James Collins 12' Sam Vokes 64' Gareth Bale 70' |       | 26' (e.d.) Adrian Williams | Cardiff City Stadium, Cardiff Toeschouwers: 13.219 Scheidsrechter: Eiko Saar (EST) |

|                                                             |                                    |       |       |                                                                                       |
| 4 juni Vriendschappelijk № 610 «onderlinge duels» 20:30 uur | Nederland                          | 2 – 0 | Wales | Amsterdam ArenA, Amsterdam Toeschouwers: 51.000 Scheidsrechter: Bülent Yıldırım (TUR) |
| 4 juni Vriendschappelijk № 610 «onderlinge duels» 20:30 uur | Arjen Robben 32' Jeremain Lens 76' |       |       | Amsterdam ArenA, Amsterdam Toeschouwers: 51.000 Scheidsrechter: Bülent Yıldırım (TUR) |

|                                                                |                         |       |                                 |                                                                                           |
| 9 september EK-kwalificatie № 611 «onderlinge duels» 20:45 uur | Andorra                 | 1 – 2 | Wales                           | Estadi Nacional, Andorra la Vella Toeschouwers: 3.150 Scheidsrechter: Slavko Vinčić (SLO) |
| 9 september EK-kwalificatie № 611 «onderlinge duels» 20:45 uur | Ildefons Lima 6' (pen.) |       | 22' Gareth Bale 81' Gareth Bale | Estadi Nacional, Andorra la Vella Toeschouwers: 3.150 Scheidsrechter: Slavko Vinčić (SLO) |

|                                                               |       |       |                |                                                                                               |
| 10 oktober EK-kwalificatie № 612 «onderlinge duels» 20:45 uur | Wales | 0 – 0 | Bosnië en Her. | Cardiff City Stadium, Cardiff Toeschouwers: 30.741 Scheidsrechter: Vladislav Bezborodov (RUS) |
| 10 oktober EK-kwalificatie № 612 «onderlinge duels» 20:45 uur |       |       |                | Cardiff City Stadium, Cardiff Toeschouwers: 30.741 Scheidsrechter: Vladislav Bezborodov (RUS) |

|                                                               |                                         |       |                   |                                                                                       |
| 13 oktober EK-kwalificatie № 613 «onderlinge duels» 20:45 uur | Wales                                   | 2 – 1 | Cyprus            | Cardiff City Stadium, Cardiff Toeschouwers: 21.273 Scheidsrechter: Manuel Gräfe (GER) |
| 13 oktober EK-kwalificatie № 613 «onderlinge duels» 20:45 uur | David Cotterill 13' Hal Robson-Kanu 23' |       | 36' Vincent Laban | Cardiff City Stadium, Cardiff Toeschouwers: 21.273 Scheidsrechter: Manuel Gräfe (GER) |

|                                                                |        |       |       |                                                                                            |
| 16 november EK-kwalificatie № 614 «onderlinge duels» 20:45 uur | België | 0 – 0 | Wales | Koning Boudewijnstadion, Brussel Toeschouwers: 46.000 Scheidsrechter: Pavel Královec (CZE) |
| 16 november EK-kwalificatie № 614 «onderlinge duels» 20:45 uur |        |       |       | Koning Boudewijnstadion, Brussel Toeschouwers: 46.000 Scheidsrechter: Pavel Královec (CZE) |

## FIFA-wereldranglijst
| JAN | FEB | MAR | APR | MEI | JUN | JUL | AUG | SEP | OKT | NOV | DEC |
| --- | --- | --- | --- | --- | --- | --- | --- | --- | --- | --- | --- |
| 55  | 51  | 49  | 47  | 47  | 41  | 44  | 41  | 29  | 34  | 34  | 34  |

## Statistieken
| Wayne Hennessey   | 1987-01-24 | Crystal Palace     | 6 | 0 | 0 | 47 | 0  |
| Verdediging       |            |                    |   |   |   |    |    |
| Chris Gunter      | 1989-07-21 | Reading            | 6 | 0 | 0 | 57 | 0  |
| Neil Taylor       | 1989-02-07 | Swansea City       | 6 | 0 | 0 | 20 | 0  |
| James Chester     | 1989-01-23 | Hull City          | 5 | 0 | 0 | 5  | 0  |
| Ashley Williams   | 1984-08-23 | Swansea City       | 5 | 0 | 0 | 49 | 1  |
| Benjamin Davies   | 1993-04-24 | Tottenham Hotspur  | 2 | 1 | 0 | 12 | 0  |
| Danny Gabbidon    | 1979-08-08 | Cardiff City       | 1 | 1 | 0 | 49 | 0  |
| James Collins     | 1983-08-23 | West Ham United    | 1 | 0 | 1 | 44 | 3  |
| Paul Dummett      | 1991-09-26 | Newcastle United   | 0 | 1 | 0 | 1  | 0  |
| Sam Ricketts      | 1981-10-11 | Swindon Town       | 0 | 1 | 0 | 52 | 0  |
| Middenveld        |            |                    |   |   |   |    |    |
| Gareth Bale       | 1989-07-16 | Real Madrid        | 5 | 0 | 3 | 48 | 14 |
| Andy King         | 1988-10-29 | Leicester City     | 5 | 0 | 0 | 28 | 2  |
| Joe Ledley        | 1987-01-23 | Crystal Palace     | 4 | 1 | 0 | 55 | 3  |
| Joe Allen         | 1990-03-14 | Liverpool          | 4 | 0 | 0 | 19 | 0  |
| Jonathan Williams | 1993-10-09 | Ipswich Town       | 2 | 1 | 0 | 7  | 0  |
| Aaron Ramsey      | 1990-12-26 | Arsenal            | 2 | 0 | 0 | 32 | 8  |
| George Williams   | 1995-09-07 | Milton Keynes Dons | 1 | 4 | 0 | 5  | 0  |
| Emyr Huws         | 1993-09-30 | Wigan Athletic     | 1 | 3 | 0 | 4  | 0  |
| David Cotterill   | 1987-12-04 | Birmingham City    | 1 | 1 | 1 | 22 | 2  |
| David Edwards     | 1986-02-03 | Wolverhampton W.   | 0 | 1 | 0 | 27 | 3  |
| Declan John       | 1995-06-30 | Barnsley           | 0 | 1 | 0 | 2  | 0  |
| Jake Taylor       | 1991-12-01 | Leyton Orient      | 0 | 1 | 0 | 1  | 0  |
| Jack Collison     | 1988-10-02 | Ipswich Town       | 0 | 1 | 0 | 16 | 0  |
| David Vaughan     | 1983-02-18 | Nottingham Forest  | 0 | 1 | 0 | 38 | 1  |
| Aanval            |            |                    |   |   |   |    |    |
| Hal Robson-Kanu   | 1989-05-21 | Reading            | 4 | 1 | 1 | 24 | 2  |
| Simon Church      | 1988-12-10 | Charlton Athletic  | 4 | 0 | 0 | 29 | 2  |
| Sam Vokes         | 1989-10-21 | Burnley            | 1 | 0 | 1 | 31 | 6  |
| Jermaine Easter   | 1982-01-15 | Bristol Rovers     | 0 | 1 | 0 | 12 | 0  |

FAW · A-internationals · Bondscoaches · Statistieken · Welsh vrouwenelftal · Brits olympisch elftal · Wales U21 · Wales U20 · Wales U19 · Wales U18 · Wales U17 · Wales U16
1876 – 1899 ·
1900 – 1919 ·
1920 – 1929 ·
1930 – 1939 ·
1940 – 1949 ·
1950 – 1959 ·
1960 – 1969 ·
1970 – 1979 ·
1980 – 1989 ·
1990 – 1999 ·
2000 – 2009 ·
2010 – 2019 ·
2020 − 2029
EK 2016 · 
EK 2020
WK 1958
1876 · 
1877 · 
1878 · 
1879 · 
1880 · 
1881 · 
1882 · 
1883 · 
1884 · 
1885 · 
1886 · 
1887 · 
1888 · 
1889 · 
1890 · 
1891 · 
1892 · 
1893 · 
1894 · 
1895 · 
1896 · 
1897 · 
1898 · 
1899 · 
1900 · 
1901 · 
1902 · 
1903 · 
1904 · 
1905 · 
1906 · 
1907 · 
1908 · 
1909 · 
1910 · 
1911 · 
1912 · 
1913 · 
1914 · 
1915 · 1916 · 1917 · 1918 · 1919 · 
1920 · 
1921 · 
1922 · 
1923 · 
1924 · 
1925 · 
1926 · 
1927 · 
1928 · 
1929 · 
1930 · 
1931 · 
1932 · 
1933 · 
1934 · 
1935 · 
1936 · 
1937 · 
1938 · 
1939 · 
1940 · 1941 · 1942 · 1943 · 1944 · 1945 · 
1946 · 
1947 · 
1948 · 
1949 · 
1950 · 
1952 · 
1952 · 
1953 · 
1954 · 
1955 · 
1956 · 
1957 · 
1958 · 
1959 · 
1960 · 
1961 · 
1962 · 
1963 · 
1964 · 
1965 · 
1966 · 
1967 · 
1968 · 
1969 · 
1970 · 
1971 · 
1972 · 
1973 · 
1974 · 
1975 · 
1976 · 
1977 · 
1978 · 
1979 · 
1980 · 
1981 · 
1982 · 
1983 · 
1984 · 
1985 · 
1986 · 
1987 · 
1988 · 
1989 · 
1990 · 
1991 · 
1992 · 
1993 · 
1994 · 
1995 · 
1996 · 
1997 · 
1998 · 
1999 · 
2000 · 
2001 · 
2002 · 
2003 · 
2004 · 
2005 · 
2006 · 
2007 · 
2008 · 
2009 · 
2010 · 
2011 · 
2012 · 
2013 · 
2014 · 
2015 · 
2016 · 
2017 ·
2018 ·
2019 ·
2020 ·
2021 ·
2022 ·
2023
Albanië ·
Andorra ·
Argentinië ·
Armenië ·
Australië ·
Azerbeidzjan ·
België ·
Bosnië en Herzegovina ·
Brazilië ·
Bulgarije ·
Canada ·
Chili ·
China ·
Costa Rica ·
Cyprus ·
DDR ·
Denemarken ·
Duitsland ·
Engeland ·
Estland ·
Faeröer ·
Finland ·
Frankrijk ·
Georgië ·
Gibraltar ·
Griekenland ·
Hongarije ·
Ierland ·
IJsland ·
Iran ·
Israël ·
Italië ·
Jamaica ·
Japan ·
Joegoslavië ·
Kazachstan ·
Koeweit ·
Kroatië ·
Letland ·
Liechtenstein ·
Luxemburg ·
Malta ·
Mexico ·
Moldavië ·
Montenegro ·
Nederland ·
Nieuw-Zeeland ·
Noord-Ierland ·
Noord-Macedonië ·
Noorwegen ·
Oekraïne ·
Oostenrijk ·
Panama ·
Paraguay ·
Polen ·
Portugal · 
Qatar ·
Roemenië ·
Rusland ·
San Marino ·
Saoedi-Arabië ·
Schotland ·
Servië ·
Servië en Montenegro ·
Slovenië ·
Slowakije ·
Sovjet-Unie ·
Spanje ·
Trinidad & Tobago ·
Tsjechië ·
Tsjecho-Slowakije ·
Tunesië ·
Turkije ·
Uruguay ·
Verenigde Staten ·
Wit-Rusland ·
Zuid-Korea ·
Zweden ·
Zwitserland
Engeland (2016) · 
Denemarken (2021) · 
Italië (2021) · 
Rusland (2016) ·
Slowakije (2016) · 
Turkije (2021) · 
Zwitserland (2021)